# Seixo de Manhoses
Seixo de Manhoses ist eine Gemeinde (Freguesia) im portugiesischen Kreis Vila Flor. In ihr leben 404 Einwohner (Stand 19. April 2021).